# Mary Wollstonecraftbrug
De Mary Wollstonecraftbrug is een vaste brug in Amsterdam Nieuw-West.
De brug ligt in het verlengde van de Thomas van Aquinostraat, voert over een gracht en landt in het Sloterpark. De brug, alleen toegankelijk voor voetgangers en fietsers, werd midden/eind jaren vijftig gebouwd. De bruggen werden destijds ontworpen door de Dienst der Publieke Werken, waar toen Dirk Sterenberg en Dick Slebos verantwoordelijk waren voor bruggen, maar hier was hun collega Cornelis Johannes Henke aan het werk. De brug vertoont in de blauwe balustrades met rechthoekige motieven wel de hand van beiden. De brug bestaat uit een betonnen overspanning, de overspanning gaat ter hoogte van de landhoofden over in de pijlers, die in de oever verwerkt zijn. De ruimten tussen pijlers en de aansluitingen straten etc. zijn opgevuld met baksteen muren.
De brug ging vanaf de aanleg anoniem door het leven; ze was alleen bekend onder haar nummer. Sinds april 2016 nodigt de gemeente Amsterdam actief mensen uit om voorstellen aan te dragen voor dergelijke naamloze bruggen. Het voorstel om deze brug naar de filosoof Mary Wollstonecraft, schrijfster van A Vindication of the Rights of Woman te noemen werd in november 2017 goedgekeurd, zodat de brug aldus in de Basisregistraties Adressen en Gebouwen wordt opgenomen. In de omgeving van de buurt zijn ook straten naar filosofen vernoemd.
<<< · 600 · 601 · 602 · 603 · 604 · 605 · 606 · 607 · 608 · 609 · 610 · 611 · 612 · 613 · 614 · 615 · 616 · 617 · 618 · 619 · 620 · 621 · 622 · 623 · 624 · 626 · 627 · 628 · 629 · 630 · 631 · 632 · 633 · 634 · 635 · 636 · 637 · 638 · 639 · 643 · 651 · 652 · 653 · 655 · 656 · 657 · 658 · 659 · 660 · 661 · 662 · 663 · 664 · 665 · 666 · 667 · 668 · 669 · 670 · 671 · 673 · 674 · 675 · 676 · 677 · 678 · 679 · 681 · 682 · 683 · 684 · 685 · 687 · 688 · 689 · 690 · 691 · 692 · 695 · 696 · 699 · >>>
Verdwenen brugnummers: 625 (afgebroken brug Sam van Houtenstraat), 640, 644, 645, 646, 647, 648, 650, 672 (duiker Cornelis Lelylaan, Rembrandtpark), 694, 698.
Nooit gebouwd: 649, 680 (nooit gebouwde brug Sloterplas).
Brugnummers 641, 642, 654, 686, 693, 694 en 697 zijn onbekend.